# 森本公誠
森本 公誠（もりもと こうせい、1934年 - ）は、華厳宗の僧侶・イスラム学者。文学博士。
2004年から2007年まで第218世東大寺別当・華厳宗管長を務める。現在は東大寺長老。長年にわたり仏教者の立場から国内外でイスラム教との交流を重ねてきた。

## 経歴
1934年、兵庫県姫路市生まれ。1941年、父が京城（現・韓国ソウル）の師団司令部附となり家族で移住。京城府の龍山国民学校に入学。父の異動のため帰国し、小学1年の二学期から小学四年まで広島市で過ごす。通った中島国民学校（現：広島市立中島小学校）は今の平和記念公園の南側にあり、原爆の爆心地のすぐ近くだった。退役していた父が再び臨時招集を受け、原爆投下4ヶ月前の1945年3月に奈良に転居。広島の家の近所の子供や友人はほとんど亡くなった。
15歳で東大寺に入寺。奈良女子大附属高校を経て1957年、京都大学文学部卒業。1961年エジプト・カイロ大学留学。1964年に京都大学大学院文学研究科博士課程修了。1968年、京都大学文学博士取得。

### 大学
- 1965年 - 1998年 京都大学文学部講師（非常勤）
- 1966年 - 1978年 大阪外国語大学講師（非常勤）
- 1988年 - 1989年 龍谷大学特任教授
- 2014年 - 帝塚山大学文学部特定教授

### 東大寺
- 1967年 - 2007年 塔頭清凉院住職
- 1975年 - 1999年 東大寺図書館館長、学校法人東大寺学園常任理事、財務執事、教学執事、財務執事・勧進部長、教学執事を歴任
- 1999年 - 2000年 執事長・華厳宗宗務長
- 2000年 - 2001年 大仏殿院主
- 2001年 - 2004年 上院院主・学校法人東大寺学園理事長
- 2004年 - 2007年 第218世別当・華厳宗管長（退任後「長老」）
- 2008年 - 2010年 東大寺を含む関西の約150社寺からなる神仏霊場会初代会長
- 2010年 - 2013年 東大寺総合文化センター総長

## 受賞・栄典
- 1975年 『初期イスラム時代エジプト税制史の研究』で日経・経済図書文化賞
- 2007年 『世界に開け華厳の花』で圓山記念文化賞
- 2011年 全国日本学士会アカデミア賞
- 2017年 『イスラム帝国夜話』で日本翻訳文化賞

## 主な著書
- 『初期イスラム時代エジプト税制史の研究』（岩波書店、1975年）
- 『イブン・ハルドゥーン』（講談社〈人類の知的遺産22〉、1980年／講談社学術文庫、2011年）- 評伝と「歴史序説抄訳」
- 『善財童子 求道の旅－華厳経入法界品・華厳五十五所絵巻より－』（編・解説：朝日新聞社、1998年、増訂版・2023年）
- 『世界に開け華厳の花』（春秋社、2006年）
- 『聖武天皇 責めはわれ一人にあり』（講談社、2010年）
- 『東大寺のなりたち』（岩波新書、2018年）
- 『東大寺奴婢集団のサバイバル　慈悲につつまれて』（阿吽社、2021年）

## 訳書
- イブン・ハルドゥーン『歴史序説』岩波書店〈イスラーム古典叢書〉全3巻、1979－1987年
  - 『歴史序説』岩波文庫（全4巻）、2001年
- タヌーヒー『イスラム帝国夜話』（上・下）、岩波書店、2016年12月-2017年5月